# Capsienkulturen

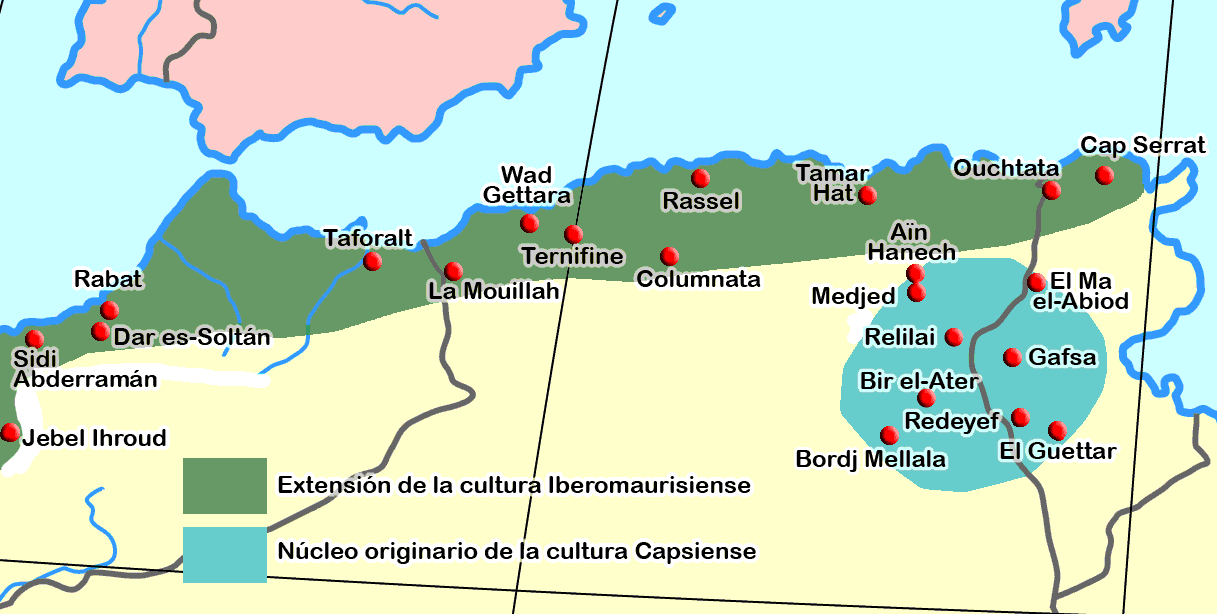
Capsienkulturens utbredning (turkos); iberomaurusisk kultur i mörkgrönt.

Capsienkulturen (av det latinska namnet på staden Gafsa, Capsien) var en mesolitisk kultur i Maghreb (västra Nordafrika) som existerade omkring 10 000-6 000 f.Kr.. Capsienkulturen var främst koncentrerad till dagens Marocko, Algeriet och Tunisien med några bekräftade fyndorter i Cyrenaica i nordöstra Libyen, samt Sicilien och södra Spanien. 
Capsienkulturen delas traditionellt upp i två varianter (som ofta var samtida): typisk Capsien, som utmärker sig med spån- och bladredskap, och övre Capsien, vars mikroliter uppvisar betydligt större geometrisk formrikedom. Även benredskap och föremål dekorerade med snäckor och pärlor har hittats. Utmärkande för Capsienfyndplatser är kökkenmöddingar med stora mängder snäckskal och avlagringar av mörk aska, både i grottor och i det fria och vanligen i närheten av källor eller vid bergspass.
Vid denna tid hade området ett klimat som liknar den öppna savannen i dagens Östafrika med Medelhavsliknande skogar på högt belägna områden. Capsienmänniskornas kost bestod av flera djurarter som inte längre finns i området: visent, koantilop, hare och orm. Spår efter deras vegetariska föda är mer sällsynta. Det var i den tidiga Capsienkulturen som de första domesticerade fåren och getter uppträdde i området.
Anatomiskt var Capsienmänniskorna moderna Homo sapiens. Somliga forskare, Ferenbach 1985, har argumenterat för att Capsienmänniskorna invandrat från öster och ersatt den äldre iberomaurusiska kulturen, medan andra, till exempel Lubell 1984, genom studier av kranier påvisat en lokal kontinuitet. Ytterligare forskning tycks bekräfta det senare alternativet.
Ingenting är känt om Capsienmänniskornas religion, men deras gravseder antyder en tro på ett liv efter detta. Capsienfynd inkluderar stora mängder dekorativ konst, bland annat figurativ och abstrakt klippkonst. Ockra användes till färgning av både verktyg och kroppar. Strutsägg användes för tillverkning av pärlor och behållare och snäckskal till halsband. Den iberomaurusiska evulsionseden att dra ut de främsta framtänderna fortsatte under Capsien men blev mindre vanlig och kan ha begränsats till kvinnor.
Lingvistiskt tros Capsienkulturen vara de som introducerade berberspråken i Nordafrika.
En mesolitisk kultur i Kenya brukar kallas "kenyansk Capsien" p.g.a likheter i mikroliter på fyndorterna. En eventuell koppling till kulturen i norra Afrika förblir dock rena spekulationer.